# Shawn Jones
Shawn Jones (Miami, Florida, Estados Unidos, 25 de marzo de 1992) es un jugador de baloncesto estadounidense con nacionalidad kosovar que ocupa la posición de ala-pívot. Actualmente juega en las filas del Marinos de Oriente de la Superliga Profesional de Baloncesto venezolana.

## Biografía
Jugó en  en la NCAA en la Universidad de Middle Tenesse State.
En 2014, en las filas de Sioux Falls Skyforce, fue una de las sensaciones de  la D-League con unos promedios de 25.1 minutos por partido, 13.1 puntos y 8.8 rebotes.
En  verano de 2015 firma con el Club Bàsquet Andorra por un año.
En la temporada 2015-16, en los 34 partidos que disputa, Jones promedia 8.7 puntos, 3,4 rebotes y 8,5 de valoración. 
En julio de 2016  firma por el Hapoel Jerusalem, disputando 15 encuentros en la Winner League con una media de 5 puntos y 4.3 rebotes. En la Eurocup, obtendría una media de 5.5 puntos y 3.3 rebotes.
En abril de 2017, se compromete con el Felice Scandone Basket Avellino de la Lega Basket Serie A hasta el final de la temporada.
En la temporada 2019-20 juega en las filas del Anwil Wloclawek de la Polska Liga Koszykówki, en el que promedia 11.7 puntos y 7.8 rebotes en la PLK y 10.7 puntos y 7.5 rebotes en la BCL.
En diciembre de 2020, firma por el Anwil Wloclawek de la Polska Liga Koszykówki, tras haber jugado en el conjunto polaco la temporada anterior.
En la temporada 2022-23, firma por el Spójnia Stargard de la Polska Liga Koszykówki.
El 24 de noviembre de 2022, firma por el Hapoel Haifa B.C. de la Ligat ha'Al israelí.